# Panagía (ort i Grekland, Thessalien)
Panagía är en ort i Grekland.   Den ligger i prefekturen Trikala och regionen Thessalien, i den centrala delen av landet, 290 km nordväst om huvudstaden Aten. Panagía ligger 795 meter över havet och antalet invånare är 716.
Terrängen runt Panagía är kuperad norrut, men söderut är den bergig. Runt Panagía är det mycket glesbefolkat, med 6 invånare per kvadratkilometer. Närmaste större samhälle är Metsovo, 12,9 km väster om Panagía. I omgivningarna runt Panagía växer i huvudsak blandskog.